# Carlos Duplat
Carlos Duplat Sanjuán (Cúcuta, 3 de octubre de 1941) es un arquitecto, guionista, director y actor de cine, televisión y teatro, colombiano, de orígenes franceses, y exmilitante del grupo guerrillero M-19.
En su trayectoria de más de cincuenta años en el teatro y la televisión ha dirigido y escrito varias historias que han trascendido en la historia fílmica de Colombia.

## Biografía
Carlos Duplat Sanjuán nació en Cúcuta, Norte de Santander, el 3 de octubre de 1941, en el seno de una prominente familia conservadora.
Inicialmente, parecía estar destinado a ser sacerdote, siendo enviado por su familia al Seminario de Mosquera, Cundinamarca, donde estuvo tres años y alcanzó a vestir sotana. Tras una inevitable catarsis, se retiró de este camino a escondidas de sus padres y luego de confesárselo a ambos, regresó a Cúcuta a terminar el bachillerato en el Colegio Salesiano. Posteriormente volvió a Bogotá donde estudió Arquitectura en la Universidad Nacional de Colombia. Estando allí alternó la academia con el teatro estudio de la universidad junto a Santiago García, Fausto Cabrera, Mónica Silva y Dina Moscovici, actividad actoral que ya practicaba desde su paso por el seminario. Estando en la Nacional también conoció y se hizo amigo del cura Camilo Torres Restrepo quien para entonces era capellán de la universidad. Tras abandonar a último momento la carrera de arquitectura justo cuando se encontraba comenzando a preparar la tesis de grado, se trasladó a Ibagué por solicitud de su amigo Jorge Alí Triana para que lo reemplazara como director del grupo de teatro del Tolima, ya que Triana se iba a estudiar a Checoslovaquia por una beca que se había ganado. Posteriormente regresó a Bogotá donde le ofrecieron varias becas internacionales para desarrollar mucho más su formación teatral, siendo Cuba y España los destinos más opcionados. Para este último las gestiones estaban siendo llevadas a cabo por el poeta y político nortesantandereano Eduardo Cote Lamus quien era muy amigo de sus padres. Lamentablemente Cote falleció en un trágico accidente lo que canceló esos planes.
Finalmente se fue a Europa a estudiar dirección de teatro, dramaturgia, guion y cine documental en la Universidad de París y en el Berliner Ensemble, de Berlín. En París presenció el Mayo francés de 1968, lo que forjó definitivamente sus posturas políticas. Se vinculó en Francia a la asociación católica Golconda, inspirada en la teología de la liberación, trabajando para sus miembros por varios años para luego regresar a Colombia en 1969.
Trabajó para la revista de izquierda Alternativa, por invitación directa de Gabriel García Márquez y Enrique Santos Calderón. Carlos realizó la maquetación de los primeros números de la revista. Estando allí, los periodistas Orlando Fals Borda y Augusto Libreros presionaron para su expulsión por sospechas de los vínculos de Duplat con el M-19. Carlos finalmente fue retirado de este medio por sus posiciones políticas. La revista por su parte cerró en 1980 por problemas con el gobierno de la época.
Tras su retiro de Alternativa, Duplat fundó su propia revista, 'Alternativa del pueblo', pero fue un proyecto inviable económicamente.

### Vinculación con el M-19
A pesar de haber nacido en una familia notablemente conservadora, Carlos en 1977 se vinculó secretamente al extinto grupo guerrillero urbano M-19 por una cercanía ideológica que ya venía cultivando desde muchos años atrás. Cuando trabajó para Alternativa, los periodistas Orlando Fals Borda y Augusto Libreros presionaron para su expulsión de la revista por sospechas de los vínculos de Duplat con este grupo insurgente.
En 1979 fue raptado y terriblemente torturado por el ejército nacional por orden directa del alto mando militar de la época en el marco del Estatuto de Seguridad del gobierno de Julio César Turbay, luego que fuera vinculado con el asalto al Cantón Norte, ocurrido el 31 de diciembre de 1978. Carlos fue uno de los arrendadores de la vivienda desde la cual los militantes del M-19 cavaron el túnel con el que llegaron al Cantón Norte y robaron miles de armas. Su madre, Virginia Sanjuán Baptista, en una entrevista transmitida en Caracol Televisión en 1998, realizada por el periodista Darío Arizmendi en su programa 'Cara a Cara', describió que fue tal la intensidad de las torturas que tras haberse hecho público que Carlos había sido detenido por el ejército, solo le permitieron ver a su hijo más de dos semanas después para darle tiempo a que sus heridas comenzaran a sanar y pudiera recuperarse físicamente.
Tras un consejo de guerra, junto con el posteriormente asesinado candidato presidencial Carlos Pizarro Leongómez, Carlos Duplat estuvo preso cuatro años en La Picota, hasta que fue liberado en 1982 por una ley de amnistía que aprobó el Congreso de Colombia, gracias al esfuerzo del presidente Belisario Betancur. Luego de su salida de la cárcel, y gracias a su entrañable amiga Fanny Mickey, Carlos regresó a los escenarios con el Teatro Nacional, para luego quedarse definitivamente en la televisión.

## Familia
Carlos Duplat Sanjuán es miembro de una familia de origen francés establecida en Cúcuta, Colombia a finales del siglo XIX. 
Su tatarabuelo, Isidore Duplat Delacroix, hijo de Jean Baptiste Duplat, un prestigioso joyero francés de la ciudad de Charleston (Carolina del Sur), en los Estados Unidos, llegó a Venezuela a mediados del siglo XIX como agregado del cuerpo diplomático francés en ese país, siendo nombrado posteriormente cónsul en la ciudad de Maracaibo, donde fue también un destacado comerciante, socio de tres de las más grandes casas comerciales de la época en esa ciudad portuaria: 'Cook, Casaux et Duplat', 'Duplat & Piombino' y 'Duplat & Co.'. Su bisabuelo, Augusto Duplat Agostini, fue el propietario de la Compañía del Alumbrado Eléctrico de Cúcuta, fundada en 1897, la cual fue en Colombia la segunda compañía que generó electricidad desde una hidroeléctrica, siendo así la empresa que dio origen a la actual Centrales Eléctricas de Norte de Santander.
Carlos es el segundo hijo de Augusto Jorge Duplat Yáñez y Virginia Sanjuán Baptista; sus hermanos son Natalia, Susana, Leonor, Jorge, Rodolfo, Josefina, Gabriela, Ricardo, Eduardo, María José y Guillermo.
Su hermana, Leonor Duplat Sanjuán, fue reina de belleza, siendo elegida Señorita Norte de Santander en 1962 y Miss Colombia en 1963, pero no pudo presentarse a Miss Universe de 1964, por la demora de su comitiva para llegar a la ciudad de Miami.
Su padre, un respetado conservador y hombre público de Cúcuta, era sobrino político de Benito Hernández Bustos, quien fue gobernador de Norte de Santander y ministro de Industria, Trabajo y Guerra. Benito Hernández fue el segundo esposo de la tía abuela de Carlos, Blanca Victoria Duplat García-Herreros, quien era viuda de Manuel Antonio Sanclemente Concha, nieto del presidente de Colombia Manuel Antonio Sanclemente. Su abuelo, Isidoro Duplat García-Herreros, fue un prominente empresario y dirigente político de Cúcuta. Propietario de 'La Industria', un conglomerado de fábricas y plantas procesadoras de pastas y granos alimenticios, arroz, molinos de café y jabones, que contaba además con talleres de mecánica, fundición y ebanistería. Con la casa comercial 'Duplat & Cía', establecida en Colombia, importó y comercializó toda clase de maquinaria y artículos para el sector eléctrico. Paralelamente, como político, fue Tesorero del Municipio de Cúcuta, miembro de la primera Junta Directiva de la sucursal del Banco de la República establecida en Cúcuta en 1923 y de la Cámara de Comercio en diferentes periodos, primer Contralor de Norte de Santander, delegado de Norte de Santander en la Liga Oriental integrada también por Santander, Boyacá y Magdalena, miembro del Comité Departamental de Cafeteros, secretario de Hacienda Departamental y alcalde Mayor de Cúcuta. Fue amigo personal de Laureano Gómez.
La bisabuela de Carlos, Victoria García-Herreros Mantilla era hija del respetado dirigente conservador del siglo XIX, Aristides García-Herreros y Santander, quien fue propulsor de la Compañía del camino de San Buenaventura, empresa predecesora del Ferrocarril de Cúcuta, y era también familiar directo del General Francisco de Paula Santander. Por esa línea familiar, Carlos está emparentado también con el sacerdote católico Rafael García-Herreros Unda, fundador de El Minuto de Dios.

### Matrimonio y descendencia
Carlos Duplat tiene dos hijas, Valeria, de su unión con la también directora de televisión Olga Lucía Rodríguez, y Paloma de su unión con Luz Mariela Santofimio, quien es abogada y actualmente libretista de televisión.

## Filmografía

### Televisión
| Año       | Título                                   | Personaje                             | Canal                         |
| --------- | ---------------------------------------- | ------------------------------------- | ----------------------------- |
| 1965      | Mil francos de recompensa                |                                       | Primera Cadena                |
| 1984      | El Bogotazo                              | Alfonso López Pumarejo                | Producciones Eduardo Lemaitre |
| 1987      | Me estás haciendo falta                  |                                       | Canal A                       |
| 1988      | Los Pecados de Inés de Hinojosa          | Andrés Díaz Venero de Leyva           | Cadena 2                      |
| 1988      | El visitante                             | Capistrano                            | Canal RCN                     |
| 1991      | Cuando quiero llorar no lloro            | Juan Kopell                           | Canal A                       |
| 1995-1996 | Maria bonita                             | Padre                                 | Cadena Uno                    |
| 2002-2003 | La venganza                              | Danilo Fontana                        | Telemundo                     |
| 2003-2004 | Pasión de gavilanes                      | Agapito Cortez                        | Telemundo                     |
| 2004-2005 | Te voy a enseñar a querer                | Félix Gallardo                        | Telemundo                     |
| 2007      | Mujeres asesinas                         |                                       | Canal RCN                     |
| 2008      | Tiempo final                             |                                       | Fox Channel                   |
| 2008      | Aquí no hay quién viva                   | Neftalí González (Actuación especial) | Canal RCN                     |
| 2009      | Inversiones el ABC                       |                                       | Canal RCN                     |
| 2010      | Hilos de amor                            | Gonzalo White                         | Caracol Televisión            |
| 2010      | A Corazón Abierto                        | Guillermo Vargas                      | Canal RCN                     |
| 2011      | Tres Milagros                            | Álvaro Botero                         | Canal RCN                     |
| 2013      | Crónicas de un sueño                     | Mateo García                          | Canal Capital                 |
| 2013      | Mentiras perfectas                       | Profesor Moreno                       | Caracol Televisión            |
| 2013-2014 | 5 viudas sueltas                         | Pedro Juan Mazuera                    | Caracol Televisión            |
| 2016      | La esclava blanca                        | Director del manicomio                | Caracol Televisión            |
| 2016-2017 | La ley del corazón                       |                                       | Canal RCN                     |
| 2017      | Cuando vivas conmigo                     | Juez                                  | Caracol Televisión            |
| 2018      | Garzón                                   |                                       | Canal RCN                     |
| 2018      | Distrito salvaje                         | Ernesto Santos                        | Netflix                       |
| 2019      | Más allá del tiempo                      | León de Greiff                        | Teleantioquia                 |
| 2019      | Relatos Retorcidos: Terremoto en Santafé |                                       | Canal Capital                 |
| 2024      | Betty, la fea: la historia continúa      | Francisco Santamaría                  | Prime Video                   |

### Escritor
| Año  | Título          | Canal                    |
| ---- | --------------- | ------------------------ |
| 1989 | Amar y vivir    | Colombiana de Televisión |
| 2010 | Rosario Tijeras | Teleset                  |
| 2011 | 3 Milagros      | Teleset                  |
| 2013 | La Prepago      | Teleset                  |

### Director
| Año  | Título                        | Canal              |
| ---- | ----------------------------- | ------------------ |
| 1989 | Amar y vivir                  |                    |
| 1990 | N.N.                          |                    |
| 1991 | Cuando quiero llorar no lloro |                    |
| 1993 | Detrás de un ángel            |                    |
| 1995 | María Bonita                  | Caracol Televisión |
| 1998 | Fuego verde                   | Caracol Televisión |
| 2000 | La Caponera                   | Caracol Televisión |
| 2008 | La sucursal del cielo         | Caracol Televisión |

### Cine
| Año  | Título                            | Personaje            |
| ---- | --------------------------------- | -------------------- |
| 2017 | El Pais Mas Feliz Del Mundo       | Cura Pueblo          |
| 2008 | La milagrosa                      | General Toledano     |
| 2007 | La Ministra Inmoral               | Grandfather          |
| 2007 | El amor en los tiempos del cólera |                      |
| 1986 | La misión                         | Comandante portugués |
| 1964 | El río de las tumbas              |                      |

## Premios y nominaciones

### Premios India Catalina
| Año  | Categoría                                                                       | Telenovela o Serie | Resultado |
| ---- | ------------------------------------------------------------------------------- | ------------------ | --------- |
| 1989 | Mejor historia y libreto original de telenovela                                 | Amar y vivir       | Ganador   |
| 1989 | Mejor director                                                                  | Amar y vivir       | Nominado  |
| 1992 | Mejor historia y libreto original de telenovela                                 | Los Victorinos     | Nominado  |
| 1992 | Mejor director                                                                  | Los Victorinos     | Nominado  |
| 2011 | Mejor historia y libreto original de serie o miniserie                          | Rosario Tijeras    | Ganador   |
| 2012 | Mejor adaptación de obra literaria o libreto para telenovela, serie o miniserie | 3 Milagros         | Ganador   |

### Premios TV y Novelas
| Año  | Categoría          | Telenovela o Serie | Resultado |
| ---- | ------------------ | ------------------ | --------- |
| 1992 | Mejor director     | Los Victorinos     | Ganador   |
| 1997 | Mejor director     | Fuego verde        | Nominado  |
| 1996 | Mejor director     | María Bonita       | Nominado  |
| 2000 | Director del Siglo | Director del Siglo | Nominado  |

### Premios Simón Bolívar
| Año  | Categoría        | Telenovela o Serie | Resultado |
| ---- | ---------------- | ------------------ | --------- |
| 1989 | Mejor Director   | Amar y vivir       | Ganador   |
| 1989 | Mejor Libretista | Amar y vivir       | Ganador   |

## Otros premios obtenidos

### Como actor
- Nacional de Teatro Mejor Actor

### Especiales
- Gloria de la TV
- Placa Caracol